# Cantó de Guémené-sur-Scorff
El cantó de Guémené-sur-Scorff (bretó Kanton Ar Gemene) és una divisió administrativa francesa situat al departament d'Ar Mor-Bihan a la regió de Bretanya.

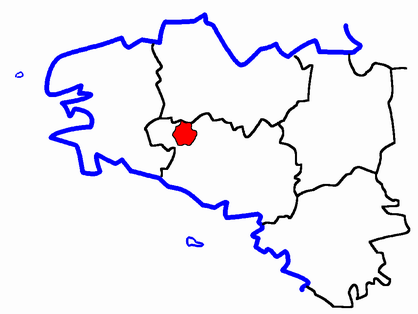
Situació del cantó

## Composició
El cantó aplega 10 comunes :
| Nom francès            | Nom bretó               | Població | km²    | Codi Postal | Codi INSEE |
| Guémené-sur-Scorff     | Ar Gemene               | 1.205    | 1,17   | 56160       | 56073      |
| Kernascléden           | Kernaskledenn           | 355      | 9,26   | 56540       | 56264      |
| Langoëlan              | Lanwelan                | 369      | 22,27  | 56160       | 56099      |
| Le Croisty             | Ar C'hroesti            | 735      | 15,88  | 56540       | 56048      |
| Lignol                 | An Ignol                | 859      | 38,43  | 56160       | 56110      |
| Locmalo                | Lokmac'hloù             | 886      | 23,91  | 56160       | 56113      |
| Persquen               | Persken                 | 352      | 19,96  | 56160       | 56157      |
| Ploërdut               | Pleurdud                | 1.312    | 75,83  | 56160       | 56163      |
| Saint-Caradec-Trégomel | Sant-Karadeg-Tregonvael | 444      | 16,12  | 56540       | 56210      |
| Saint-Tugdual          | Sant-Tudal              | 398      | 19,97  | 56540       | 56238      |
| Kanton                 | Ar Gemene               | 6.915    | 242,80 | -           | 5612       |

## Evolució demogràfica
| 1962   | 1968   | 1975  | 1982  | 1990  | 1999  |
| ------ | ------ | ----- | ----- | ----- | ----- |
| 11.098 | 10.525 | 9.495 | 8.672 | 7.542 | 6.915 |

## Història
| Data d'elecció                           | Identitat        | Partit | Qualitat |
| ---------------------------------------- | ---------------- | ------ | -------- |
| 2004-                                    | Christian Perron | PCF    |          |
| les dades anteriors no són pas conegudes |                  |        |          |
|                                          |                  |        |          |